# La Plata (partido)
La Plata (Partido de La Plata) is een partido in de Argentijnse provincie Buenos Aires. Het bestuurlijke gebied telt 574.369 inwoners. Tussen 1991 en 2001 steeg het inwoneraantal met 5,99 %.

## Plaatsen in partido La Plata
- Abasto
- Ángel Etcheverry
- Arturo Seguí
- City Bell
- El Peligro
- Gorina
- Ignacio Correas
- Isla Martín García
- José Hernández
- La Plata
- Lisandro Olmos
- Los Hornos
- Manuel B. Gonnet
- Melchor Romero
- Ringuelet
- San Carlos
- San Lorenzo
- Tolosa
- Transradio
- Villa Elisa
- Villa Elvira
- Villa Montoro